# Knotsorchis
De knotsorchis (Traunsteinera globosa) is een Europese terrestrische orchidee. Het is een zeldzame soort van kalkgraslanden in het middel- en hooggebergte.
De plant dankt zowel zijn wetenschappelijke naam als de Nederlandstalige aan de opvallende knots- tot kogelvormige bloeiwijze.

## Naamgeving enetymologie
- basioniem: Orchis globosa L. (1759)
  - Nigritella globosa (L.) Rchb. (1830)
  - Orchites globosa (L.) Schur (1866)
- Orchis halleri Crantz (1769)

De soortaanduiding globosa stamt uit het Latijn en betekent "bolvormig", wat betrekking heeft op de vorm van de bloeiwijze.

## Kenmerken

### Plant
De knotsorchis is een slanke, tot 60 cm hoge plant. De geelgroene bloemstengel heeft verspreid over de stengel vier tot zes bladeren. De bloeiwijze is zeer dicht, met tientallen kleine bloemen in een aanvankelijk kegelvormige, later kogel- tot bolvormige aar.
Het zijn terrestrische, overblijvende planten (geofyten), die overwinteren met twee eivormige wortelknollen.

### Bladeren
De bladeren zijn aan beide zijden lichtgroen, ongevlekt, smal lancetvormig. De onderste bladeren zijn tot 13 cm lang, naar boven toe nemen ze in lengte af. De schutblaadjes zijn vliezig, groen met paarse randen, en even lang als de vruchtbeginsels.

### Bloemen
De talrijke kleine bloempjes zijn roze tot paars, zeer zelden wit, en donker gevlekt. De bloemdekbladen zijn ovaal van vorm, met een lange spatelvormige spits, en vormen een helm. De lip is drielobbig, lichter dan de rest van de bloem, en met opvallende donkerrode of purperen vlekken. Er is een dunne, gebogen spoor.
De bloeitijd is van juni tot augustus.

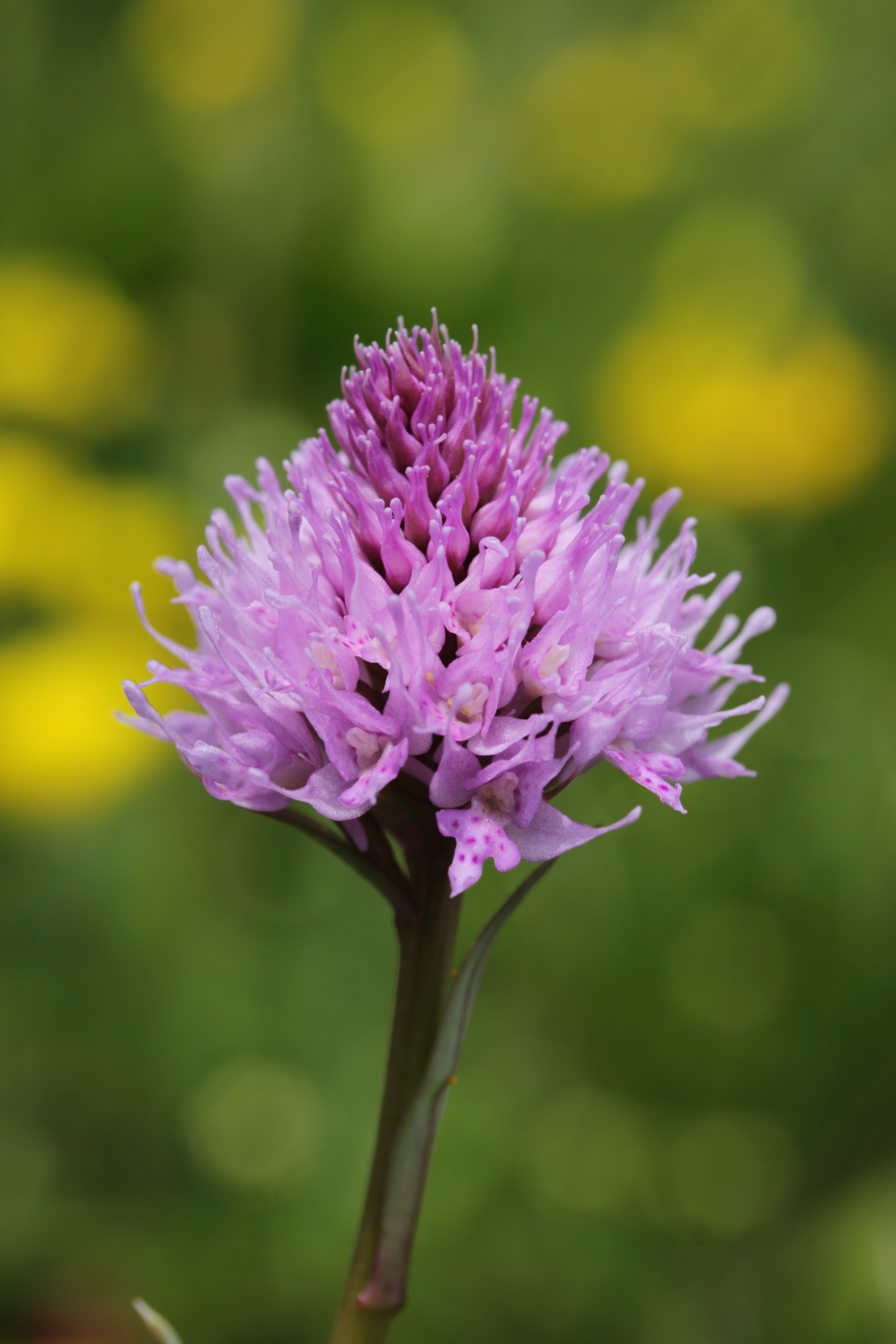
Kegelvormige bloeiwijze bij begin van de bloei
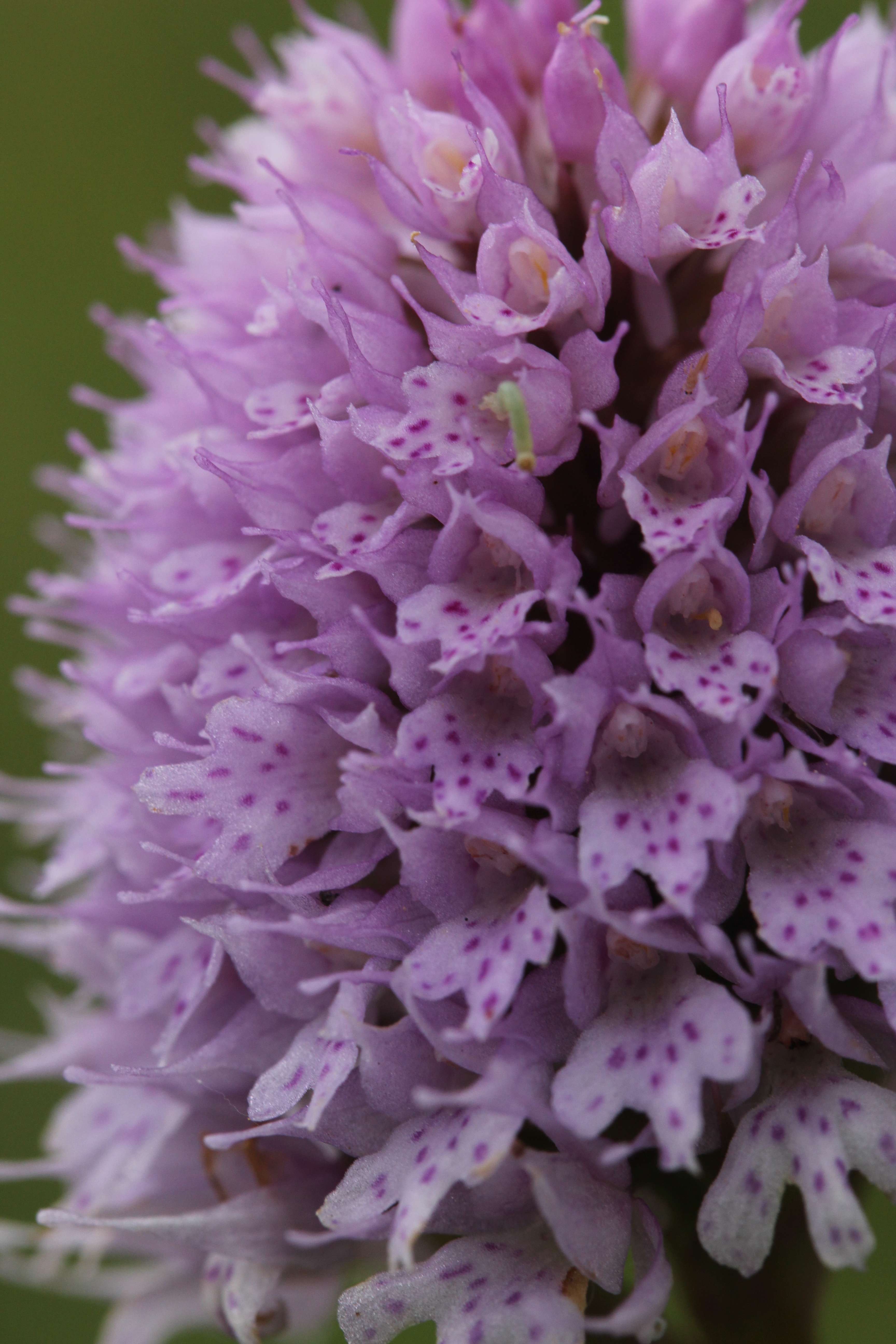
Dicht opeenstaande bloemen
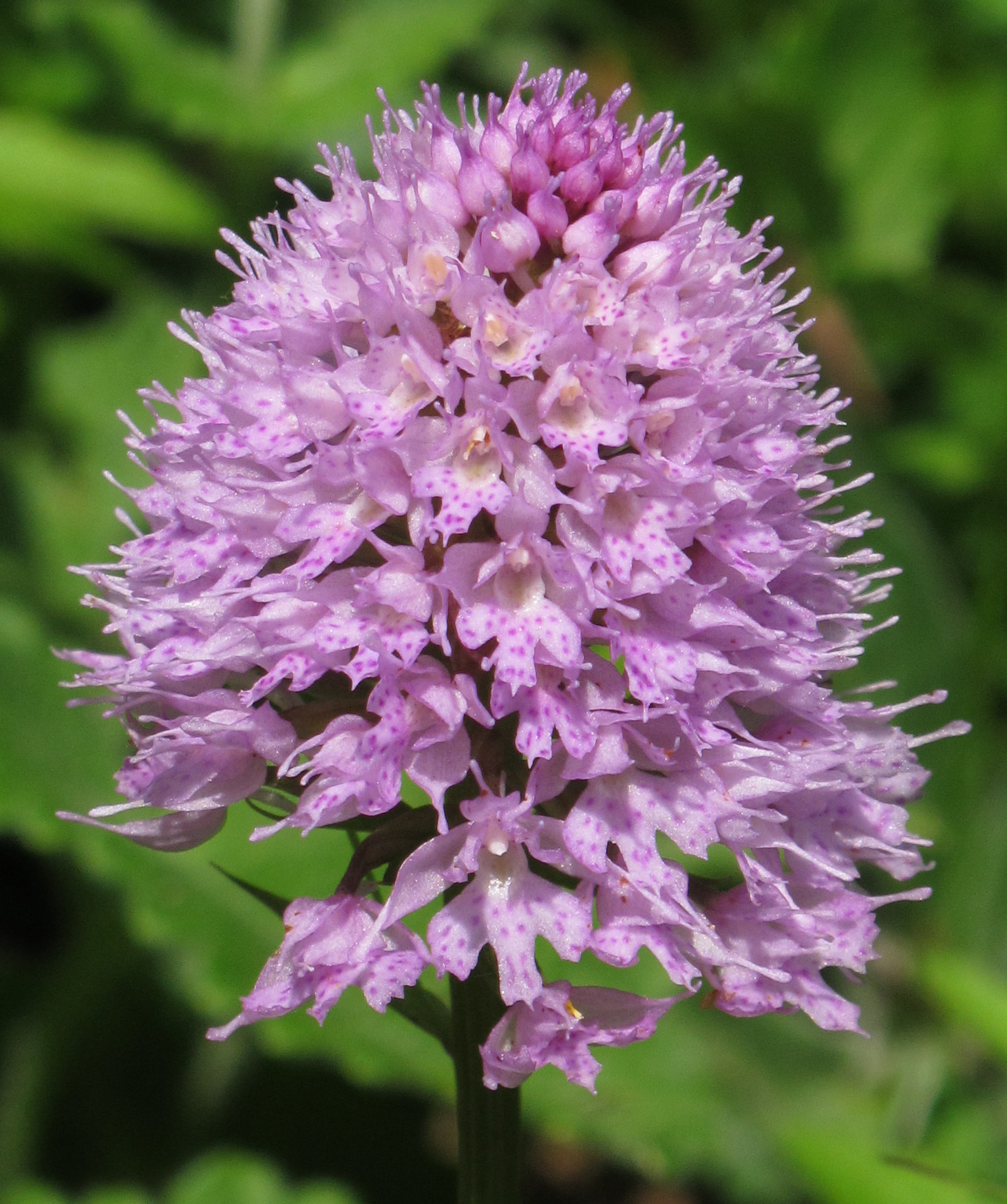
Habitus volledige bloeiwijze
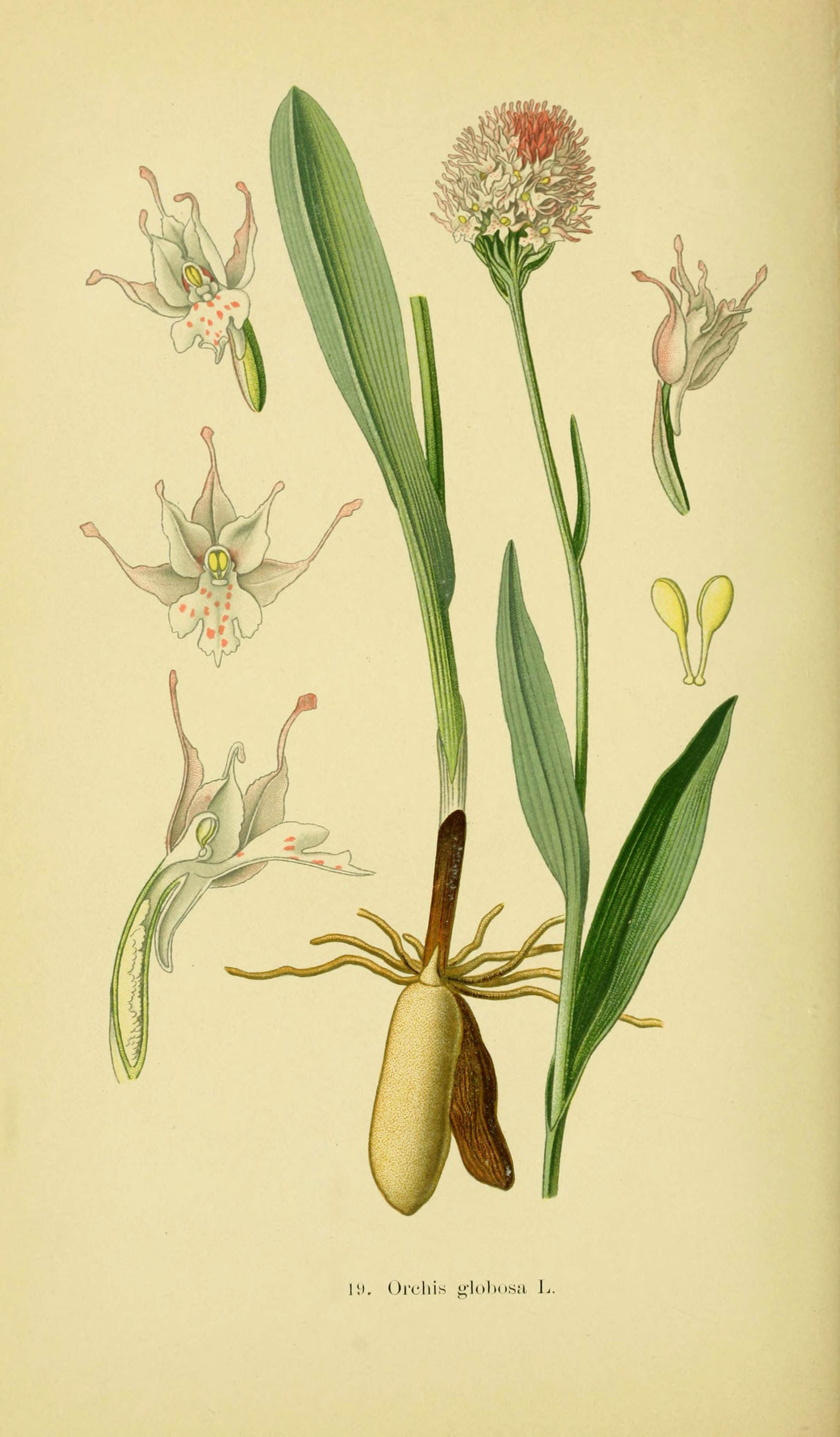
Botanische illustratie waarop bloemvorm en knollen goed te zien zijn
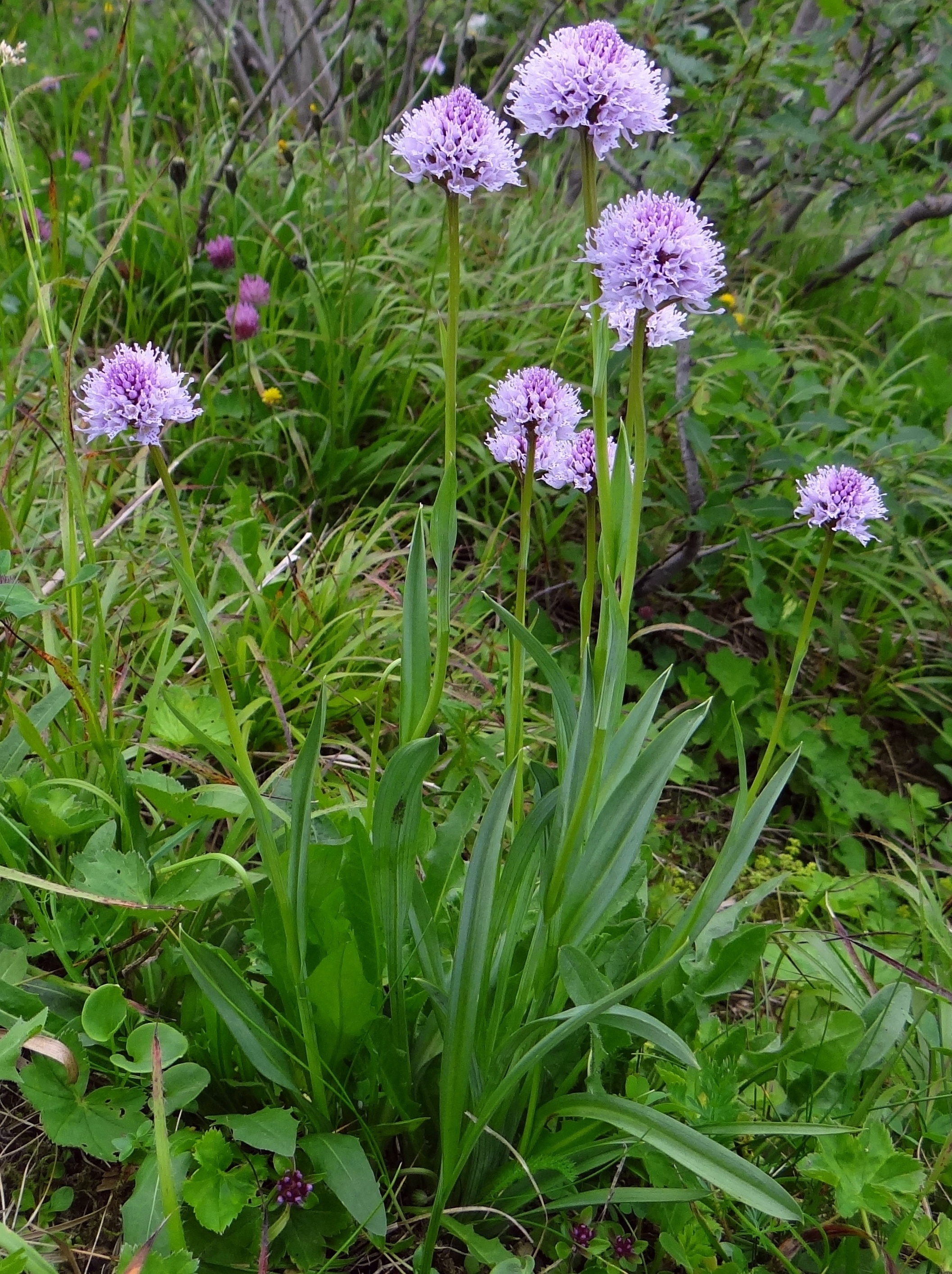
Habitus volledige plant

## Habitat
De knotsorchis geeft de voorkeur aan neutrale tot kalkrijke, vochtige of droge bodems op zonnige plaatsen, zoals kalkgraslanden en alpenweiden. In middel- en hooggebergtes komt de soort voor op hoogtes van 1000 tot 2700 m.

## Voorkomen
De soort is zeldzaam en komt plaatselijk voor in de gebergtes van Europa, onder meer in de Pyreneeën, het Centraal Massief, de Alpen, de Vogezen, de Karpaten en de Abruzzen. Het verspreidingsgebied loopt van Spanje tot voorbij de Balkan en van Polen tot in Italië.

## Verwante en gelijkende soorten
Verwarring met de andere vertegenwoordiger van het geslacht, Traunsteinera sphaerica (die door sommige taxonomen als een ondersoort van Traunsteinera globosa wordt beschouwd) is praktisch onmogelijk, aangezien die steeds witte of crèmekleurige bloemen heeft.
Wel kan de knotsorchis door zijn bloeiwijze en habitat verward worden met hondskruid (Anacamptis pyramidalis) of met de roze-gekleurde soorten van de vanilleorchis (Nigritella). De eerste soort heeft echter nooit gestippelde bloemen, en de vanilleorchissen zijn veel kleiner (maximaal 20 cm).

## Bedreiging en bescherming
De knotsorchis is beschermd in onder meer Frankrijk en Duitsland.